# 灰色美銀漢魚
灰色美銀漢魚（学名：Atherinomorus endrachtensis）為輻鰭魚綱銀漢魚目銀漢魚科的其中一種，分布於中西太平洋區，包括菲律賓、密克羅尼西亞至澳洲北部、索羅門群島海域，體長可達9公分，為熱帶魚類，棲息在沿海淺水域，生活習性不明。